# Rolando (biskup Dol)
Rolando (zm. 18 grudnia 1187) – włoski kardynał. Pochodził ze Pizy, jednak wykształcenie zdobył prawdopodobnie we Francji (uzyskał tytuł magistra), gdzie następnie został dziekanem kapituły w Avranches. W 1177 wybrano go na biskupa Dol-de-Bretagne, nie otrzymał jednak sakry biskupiej. W 1180 roku w Rzymie został wyświęcony na subdiakona Świętego Kościoła Rzymskiego, a na konsystorzu w marcu 1185 mianowano go kardynałem diakonem S. Maria in Portico. Służył także jako legat w Szkocji (1181) i północnej Italii (1186). Sygnował bulle papieskie między 31 marca 1185 a 21 września 1187. Zmarł prawdopodobnie w Weronie, krótko przed wyborem papieża Klemensa III (19 grudnia 1187).